# Vuelo 253 de Northwest Airlines
El Vuelo 253 de Northwest Airlines fue un vuelo transatlántico a Detroit, Míchigan, Estados Unidos, desde el Aeropuerto Schiphol de Ámsterdam, en los Países Bajos, y fue el blanco de un intento de ataque terrorista el 25 de diciembre de 2009. Tres personas, incluyendo al perpetrador, resultaron heridas. Umar Farouk Abdul Muttalab (Q), el sospechoso, fue llevado en custodia, para ser tratado por sus heridas y se le impusieron cargos por un agente del Federal Bureau of Investigation por querer destruir un avión.

## Incidente
La aeronave de Northwest Airlines, un twinjet Airbus A330-300, contaba con 278 pasajeros, ocho azafatas, y tres pilotos a bordo. Dejó Ámsterdam alrededor de las 8:45 a. m. hora local (0745 UTC), y arribaría a Detroit a las 11:40 a. m. EST (1640 UTC), pero llegó a la 1 p. m. La aeronave pintada con el logo de Delta Air Lines, estaba bajo operación de Northwest, como una subsidiaria de Delta.
Hubo testigos que reportaron que un pasajero, luego identificado como Abdulfarouk Umar Muttalab, un nigeriano de 23 años de edad, fue a los baños del avión por 20 minutos luego de haber entrado en el espacio aéreo estadounidense, quejándose de sentirse enfermo. Luego se le vio cobijándose con una sábana, y secretamente encendió un pequeño artefacto explosivo,  y líquido (originalmente se había reportado que eran petardos) 20 minutos antes de que la aeronave aterrizara. El sospechoso aparentemente había untado un paquete de polvo a la pierna o la ingle, utilizando una jeringa que contenía productos químicos para causar una reacción química, y, aunque la parte inferior de su cuerpo quedó atrapada en el fuego, el dispositivo no detonó correctamente. Un pasajero, gritando, dijo que "había humo y llamas. Daba miedo" Ahora se cree que el producto químico usado era tetranitrato de pentaeritritol (PENT), un compuesto altamente explosivo. El sospechoso aparentemente se lo llevó al avión en un recipiente de plástico blando, posiblemente un condón. Sin embargo, gran parte del envase se perdió en el fuego. La substancia fue analizada en Quantico por el Federal Bureau of Investigation (FBI). Una declaración presentada en el Distrito Este de Míchigan indicó que, de hecho, los productos químicos encontrados en el artefacto contenían PENT. También se informó que las autoridades encontraron los restos de una jeringa que se cree fue utilizada por el terrorista.
Varios pasajeros y miembros de la tripulación se dieron cuenta del ataque, y los testigos vieron a un pasajero correr hacia adelante, y los pasajeros fueron tras el sospechoso, mientras la tripulación apagó el fuego con un extintor de incendios. El pasajero, identificado como Jasper Schuringa, un director neerlandés de una empresa de medios con sede en Ámsterdam, sufrió algunas quemaduras en sus manos luego de querer detener al terrorista. Él fue llevado al Centro Médico de la Universidad de Míchigan. El sospechoso fue inmediatamente aislado por otros pasajeros, y sujetado. Un pasajero informó de que el sospechoso, aunque se había quemado "algo grave" en la pierna, parecía "muy tranquilo" y como una "persona normal".
Cuando el ataque sucedió, una luz indicando fuego se activó en la cabina, por lo que el piloto pidió rescate y refuerzos. El incidente fue inicialmente declarado como una emergencia en vuelo, antes de ser considerada como un intento de ataque terrorista. El avión hizo un aterrizaje de emergencia en el Aeropuerto Metropolitano del Condado de Wayne en Detroit, Romulus, Míchigan (un suburbio de Detroit) justo antes de la 1 p. m. hora local.

### Perpetrador
Umar Farouk Abdulmutallab, licenciado en ingeniería en Londres, donde vivió en un apartamento de un barrio residencial, fue acusado el 26 de diciembre de 2009 formalmente de introducir un artefacto explosivo en el vuelo que recorría la ruta Ámsterdam-Detroit y de tratar de hacer explotar el aparato. Durante sus declaraciones, el sospechoso aseguró mantener vínculos con Al Qaeda, aunque los investigadores dijeron no descartar la hipótesis de que actuara solo sin el apoyo ni el entrenamiento de la red terrorista.
El padre del acusado contactó la embajada de EE. UU. en Nigeria para alertar de la radicalización de su hijo y de que estaba planeando algo. La información que facilitó el padre del perpetrador fue reenviada al Centro Nacional contra el Terrorismo, y el nombre del joven fue introducido en una base de datos de sospechosos de terrorismo, lo que no evitó que se le concediera un visado para viajar a EE. UU. durante un periodo de varios años.
Por lo tanto la Casa Blanca consideró que el incidente que protagonizó el nigeriano al tratar de activar el artefacto durante el vuelo a punto de aterrizar en Detroit fue un intento de ataque terrorista. Las autoridades informaron que el hombre que protagonizó el incidente, ocurrido en el interior de un vuelo de la compañía Northwest procedente de Ámsterdam, se atribuyó ser miembro de la organización terrorista Al Qaeda.
Abdul Mutallab, en la Institución Correccional Federal
Milan, Míchigan, tiene el número de la Agencia Federal de Prisiones 44107-039.

### Posibles motivos
SITE Intelligence, un grupo de monitoreo estadounidense, citó a Al-Qaeda tras haberse proclamado como responsable del intento terrorista, diciendo que "el ataque era vengarse de los Estados Unidos por los ataques de militantes en Yemen" según la BBC News. Luego de que la rama regional de la red Al Qaeda dijese el 28 de diciembre que estaba detrás del fallido ataque como venganza por las agresiones de Washington, el grupo dijo que proveyó al nigeriano sospechoso de un "artefacto técnicamente avanzado".
Mientras se encontraba en custodia, Abdulmutallab dijo a las autoridades que estaba en una afiliación extremista, y que había sido dirigido por al-Qaeda. Un funcionario de contraterrorismo dijo al The New York Times el 25 de diciembre que su pretensión "pudo haber sido una inspiración".  Pero el Representante Jane Harman (D-Calif.), Presidente del House Homeland Security Subcommittee on Intelligence, Information Sharing, and Terrorism Risk Assessment, dijo el siguiente día a un oficial federal sobre "fuertes sugerencias de conexiones con Yemen-al Qaeda" con el sospechoso.
Abdulmutallab dijo que obtuvo el artefacto en Yemen, y las instrucciones de al-Qaeda de como usarlo y detonarlo cuando el avión se encontrase en tierra estadounidense. A pesar de eso, las autoridades no lo confirmaron. Sin embargo, él viajó recientemente a Yemen, lugar donde su madre vive.

## Reacción
Como medidas de seguridad debido al incidente del vuelo 253, los principales aeropuertos europeos incrementaron las medidas de seguridad en los vuelos hacia los EE. UU..
El aeropuerto de Heathrow en Londres informó en su página web que los pasajeros que viajen a EE. UU. tendrán que pasar por "controles de seguridad adicionales". Una portavoz del Ministerio británico de Transportes confirmó que, "en respuesta" a lo sucedido, "las autoridades de EEUU han solicitado medidas adicionales para los vuelos con destino" a ese país".
Washington impuso severas medidas de seguridad mientras buscaba a marchas forzadas respuestas al estrepitoso fallo de los servicios policiales en Ámsterdam y Lagos, que permitieron al presunto terrorista, identificado como Abdul Mudallad, de 23 años y nacionalidad nigeriana, activar dentro del aparato un dispositivo con explosivos que llevaba adosado a una de sus piernas Aeropuertos como el Aeropuerto de Madrid-Barajas también activó los protocolos de seguridad en los vuelos que salen desde la capital española hacia los Estados Unidos. Mientras tanto el Presidente, Barack Obama, se encontraba en Hawái disfrutando de sus vacaciones navideñas, fue inmediatamente informado del incidente y pidió que se tomaran las medidas necesarias y se intensificaran los controles en los aeropuertos.

## Incidente del 27 de diciembre
El 27 de diciembre de 2009, otro incidente ocurrió en el Vuelo 253, cuando la tripulación pidió ayuda de emergencia, luego de que un pasajero ocasionara un "disturbio verbal". Funcionarios de seguridad del Aeropuerto Metro de Detroit "respondieron al reporte de un vuelo que llegaba de Ámsterdam donde un pasajero pasó un tiempo prolongado en el baño. Esto ocasionó preocupación y se emitió una alerta", dijo el Buró Federal de Investigaciones (FBI) en una declaración. El FBI dijo que el incidente fue "un incidente de poca seriedad", y despejó la alerta que ocasionó. Más tarde se descubrió que el hombre era un hombre de negocios y había caído enfermo, luego de sufrir una intoxicación por alimentos, durante el vuelo. Aunque al Presidente Obama se le notificó del segundo avión, pero un oficial lo llamó de "no tan serio".